# Стефан Льовен
Стефан Льовен (на шведски: Stefan Löfven) е шведски политик, министър-председател на Швеция от 3 октомври 2014 до 30 ноември 2021 г.

## Биография
Льовен е роден на 21 юли 1957 г. в Стокхолм, Швеция. Лидер е на управляващата Шведска социалдемократическа партия.

## Ранен живот и образование
Льовен е на роден на 21 юли 1957 г. в квартал Аспуден, Стокхолм. Той е бил в сиропиталище 10 месеца след раждането си. По-късно той се грижи за приемно семейство. След като се среща с брат си, Стефан установил, че фамилното му име е Льовен.
Неговият приемен баща Туре Меландер (1926 – 2003) е дървар, а след това фабричен работник, докато неговата приемна майка Ирис Меландър (1929 г.) работи като здравен посетител. Учил е в гимназията Солефтеа, преди да започне курс по заваряване в продължение на 48 седмици в Крамфорс. Льовен изучава социални въпроси в Умпейския университет, но след година и половина се отказа.